# Заветное (Винницкая область)
Заветное (укр. Завітне) — село на Украине, находится в Бершадском районе Винницкой области.
Код КОАТУУ — 0520487506. Население по переписи 2001 года составляет 191 человек. Почтовый индекс — 24432. Телефонный код — 4352.
Занимает площадь 10,01 км².

## Адрес местного совета
24460, Винницкая область, Бершадский р-н, с. Шляховая, ул. Ленина, 2